# Germigny-sous-Coulombs
Germigny-sous-Coulombs és un municipi francès, situat al departament de Sena i Marne i a la regió de Illa de França. L'any 2007 tenia 195 habitants.
Forma part del cantó de La Ferté-sous-Jouarre, del districte de Meaux i de la Comunitat de comunes del Pays de l'Ourcq.

## Demografia

### Població
El 2007 la població de fet de Germigny-sous-Coulombs era de 195 persones. Hi havia 72 famílies, de les quals 16 eren unipersonals (8 homes vivint sols i 8 dones vivint soles), 28 parelles sense fills, 24 parelles amb fills i 4 famílies monoparentals amb fills.
La població ha evolucionat segons el següent gràfic:
Habitants censats

### Habitatges
El 2007 hi havia 84 habitatges, 72 eren l'habitatge principal de la família i 13 eren segones residències. 82 eren cases i 2 eren apartaments. Dels 72 habitatges principals, 61 estaven ocupats pels seus propietaris, 6 estaven llogats i ocupats pels llogaters i 5 estaven cedits a títol gratuït; 2 tenien una cambra, 6 en tenien dues, 10 en tenien tres, 16 en tenien quatre i 38 en tenien cinc o més. 53 habitatges disposaven pel capbaix d'una plaça de pàrquing. A 23 habitatges hi havia un automòbil i a 39 n'hi havia dos o més.

### Piràmide de població
La piràmide de població per edats i sexe el 2009 era:
| Homes | Edats   | Dones |
| ----- | ------- | ----- |
| 0     | 95 o +  | 0     |
| 0     | 90 a 94 | 0     |
| 0     | 85 a 89 | 0     |
| 8     | 80 a 84 | 4     |
| 4     | 75 a 79 | 8     |
| 4     | 70 a 74 | 0     |
| 0     | 65 a 69 | 0     |
| 0     | 60 a 64 | 4     |
| 0     | 55 a 59 | 4     |
| 4     | 50 a 54 | 0     |
| 20    | 45 a 49 | 12    |
| 8     | 40 a 44 | 8     |
| 8     | 35 a 39 | 12    |
| 0     | 30 a 34 | 0     |
| 8     | 25 a 29 | 0     |
| 8     | 20 a 24 | 4     |
| 12    | 15 a 19 | 12    |
| 4     | 10 a 14 | 4     |
| 8     | 5 a 9   | 8     |
| 0     | 0 a 4   | 4     |

## Economia
El 2007 la població en edat de treballar era de 122 persones, 91 eren actives i 31 eren inactives. De les 91 persones actives 84 estaven ocupades (49 homes i 35 dones) i 7 estaven aturades (2 homes i 5 dones). De les 31 persones inactives 9 estaven jubilades, 9 estaven estudiant i 13 estaven classificades com a «altres inactius».

### Ingressos
El 2009 a Germigny-sous-Coulombs hi havia 72 unitats fiscals que integraven 199,5 persones, la mediana anual d'ingressos fiscals per persona era de 18.342 €.

### Activitats econòmiques
Dels 7 establiments que hi havia el 2007, 4 eren d'empreses extractives, 1 d'una empresa de construcció, 1 d'una empresa de comerç i reparació d'automòbils i 1 d'una empresa de serveis.
L'únic servei als particulars que hi havia el 2009 era un electricista.
L'any 2000 a Germigny-sous-Coulombs hi havia 4 explotacions agrícoles que ocupaven un total de 540 hectàrees.

## Equipaments sanitaris i escolars
El 2009 hi havia una escola elemental integrada dins d'un grup escolar amb les comunes properes formant una escola dispersa.

## Poblacions més properes
El següent diagrama mostra les poblacions més properes.